# 簡潔裂齒脂鯉
簡潔裂齒脂鯉，為輻鰭魚綱脂鯉目脂鯉亞目上口脂鯉科的其中一個種，分布於南美洲阿根廷巴拉那河流域，體長可達27.1公分，棲息在植被生長茂盛的水域，生活習性不明。